# 정 양공
정 양공(鄭襄公, ? ~ 기원전 587년, 재위 기원전 605년 ~ 기원전 587년)은 중국 춘추 시대 정나라의 제13대 임금이다. 이름은 견(堅)이다.

## 사적

### 즉위 전
정목공 10년(기원전 618년), 공자 견, 공자 방, 악이가 초 목왕에게 사로잡혀 정나라가 화친했다는 기록이 있는데, 두예는 《춘추좌전집해》에서 '세 사람은 정나라 대부다'라고 주석을 달았다. 이때 양공(이름이 견이므로 정백 즉위 전에는 공자 견이다)의 아버지인 정 목공의 나이는 32세였다.
정영공 원년(기원전 605년), 정 영공이 경 자가와 자공에게 시해당했고, 정나라 국인은 영공의 아우 공자 거질을 정백으로 세우려 했다. 그러나 공자 거질이 자기보다 나이 많은 공자 견에게 사양하니, 공자 견이 정백으로 즉위했다. 곧 정 양공이다.

### 재위 기간
정양공은 즉위 후 정영공을 죽인 자공의 집안, 곧 목씨(繆氏)를 전부 죽이려 했다. 그러나 공자 거질이 반대하자 그만두었다.
정목공 21년(기원전 607년), 송나라 경 화원이 쳐들어오자 정나라에서 사로잡았는데 송나라가 대속하여 화원을 풀어준 일이 있었다. 초나라(이때 초왕은 춘추 5패 중 하나인 초 장왕으로 재위 10년을 맞이하고 있었다)는 이 일에 원한을 품고 정양공 원년(기원전 604년)에 정나라로 쳐들어왔다. 그러자 정나라는 초나라에 등을 돌리고 진나라 편에 붙었다. 진나라에서는 경 순림보를 보내 정나라를 구원했다. 정양공 5년(기원전 600년)에는 진나라가 주도한 회맹에 참가했다. 이해 다시 초나라의 공격을 받았다. 진나라는 순림보에게 정나라를 구원하고 진나라를 공격하게 했으며, 진나라의 아경 극결이 정나라를 도와 함께 유분(柳棼)에서 초나라 군대를 격파했다. 정나라 국인들은 기뻐했으나 자량(공자 거질)만은 후일을 근심했다. 이해 초 장왕과 패권을 겨루던 진 성공이 죽었다.
정양공 6년(기원전 599년), 초나라와 화평을 맺었으나, 이해 막 진 경공이 새 임금이 된 진나라가 송나라와 함께 공격해 와 또 초나라를 배신하고 진나라에 붙었으며, 초나라가 바로 보복 공격해 오자 진나라에서는 사회를 보내 정나라를 구원하고 영북에서 초나라 군대를 쫓아냈다.
정영공을 시해한 주범 중 하나인 자가(공자 귀생)가 이해에 죽었다. 정나라에서는 영공을 시해한 죄를 물어 자가를 부관참시하고 자가의 일족을 추방했으며, 영공을 개장하고 새로 시호를 지어 올렸다(원래 정영공의 시호는 '유공'이었다).
정양공 7년(기원전 598년), 초나라가 또 쳐들어와 정나라의 별도인 약(櫟) 땅에 미치자, 자량의 주장을 받아들여 초나라와 화친하고 진(陳)나라와 함께 초나라에 복종했다. 그러나 정나라는 진(晉)나라에 두 마음을 품고 있었고, 초나라는 정나라를 굴복시키고자 했으나 이때까지 이루지 못했다.
정양공 8년(기원전 597년), 초나라는 다시 정나라를 포위했다. 정양공은 석 달 간 맞서 싸웠으나 결국 초 장왕에게 항복했다. 초 장왕은 황문(정나라 도성의 문 중 하나)을 통해 들어왔고, 정 양공은 육단하고 양을 끌며 자신을 낮추어 초 장왕에게 항복을 청했다. 초나라 신하들은 왕에게 정나라를 차지할 것을 권했으나 초 장왕은 정 양공의 청을 받아들여 정나라의 복종을 받아냈다. 정나라는 자량을 볼모로 초나라에 보냈다. 진나라에서는 순림보를 중군원수로 삼아 정나라를 구원했으나 이미 때는 늦었다. 더구나 중군 보좌 선곡이 명령을 듣지 않고 멋대로 강을 건너 초나라와 싸우러 가는 등 군의 통제가 되지 않는 상태에서 초나라와 싸워 참패했다(필 전투). 이로써 초 장왕은 패자의 반열에 올랐다. 이 싸움에서 정나라는 초나라 편에 섰다. 정양공 10년(기원전 595년), 진 경공은 연합군을 조직해 정나라를 쳤다. 정 양공은 두려워서 초나라에 직접 찾아가 이를 막을 방책을 모색했고, 자장을 자량 대신으로 새 볼모로 보내고자 했다. 초 장왕은 새 볼모를 받지 않고, 자량을 돌려보냈다. 정양공 11년(기원전 594년), 초나라가 송나라를 공격하자 진나라에서는 해양을 사자로 송나라에 보냈는데, 정나라가 사로잡아다가 초나라에 넘겼다.
양공은 정양공 18년(기원전 587년)에 죽었다. 아들 비가 뒤를 이었다(정 도공).

## 가정
- 정 목공 (아버지)
  - 정 영공 (서형)
  - 정 양공
    - 정 도공 (아들)
    - 정군 수 (아들)
    - 정 성공 (아들)